# Col Donner
Le col Donner (Donner Pass en anglais) est un col situé dans la partie septentrionale de la Sierra Nevada en Californie.
Le col fut emprunté dès 1868 par le premier chemin de fer transcontinental américain.

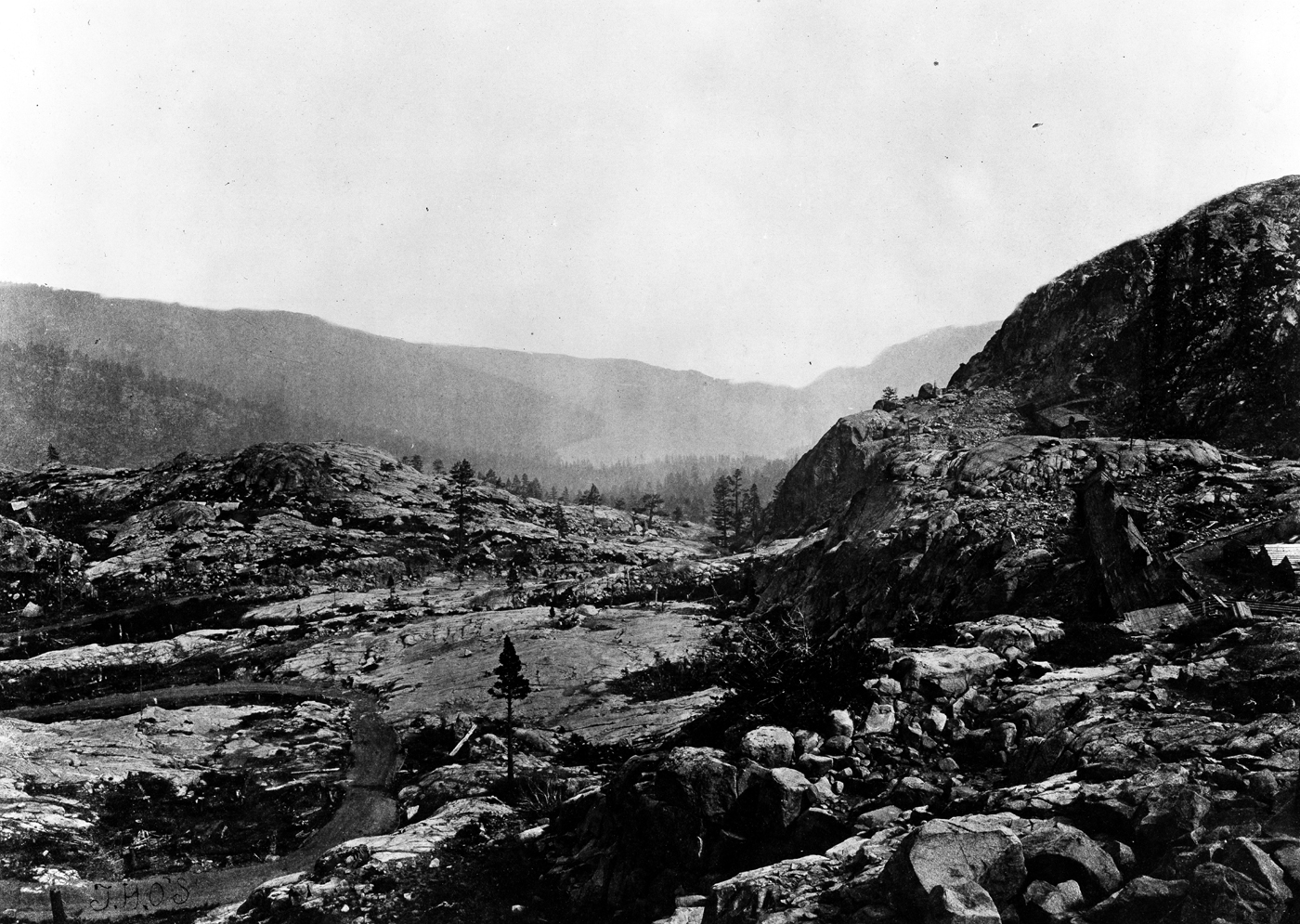
Vue du col Donner en direction de l'est, dans les années 1870.
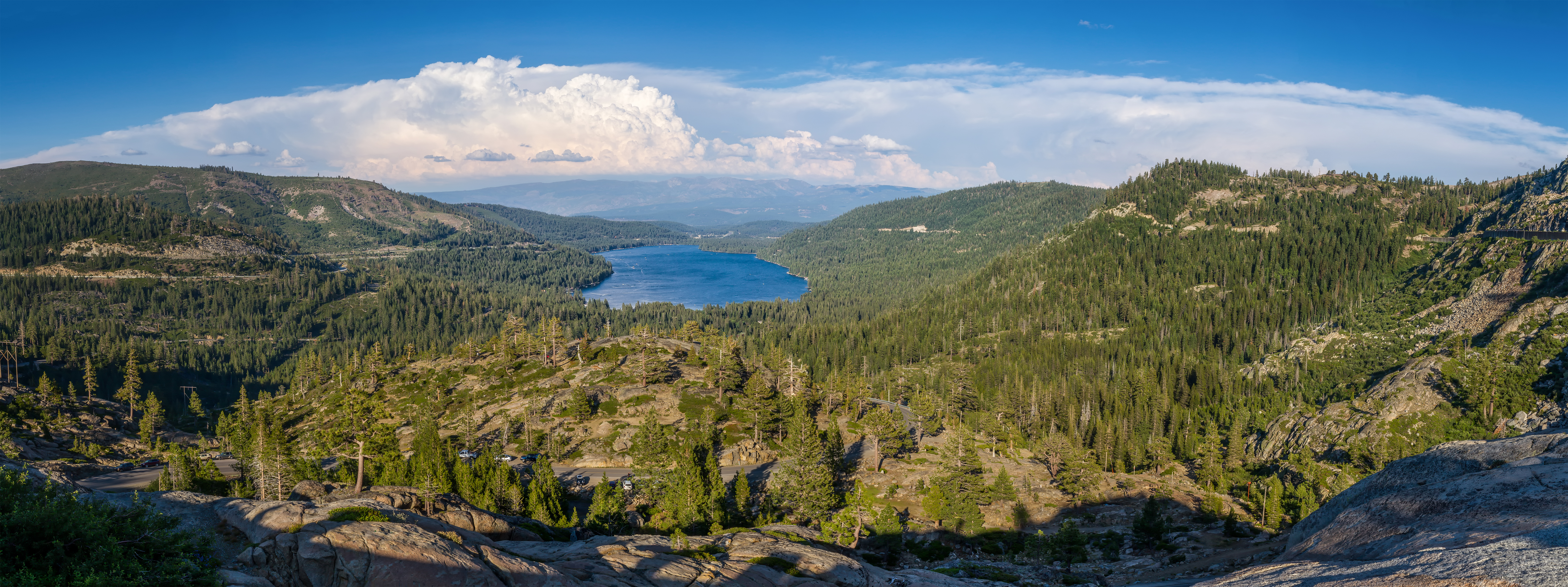
Vue du lac à partir du col (juillet 2013).